# Championnat d'Albanie de football 1911
Navigation
Championnat d'Albanie 1930
Le Championnat d'Albanie de football de 1911 est le premier tournoi de football joué en Albanie, à l'époque faisant partie de l'empire ottoman. Se déroulant sous la forme d'un tournoi à élimination directe, 8 clubs sont engagés, représentant chacun une ville et le tournoi est remporté par Tirana. Le capitaine de l'équipe victorieuse est Zyber Hallulli, le futur maire de Tirana de 1913 à 1914. Ce tournoi avait été pendant longtemps oublié mais en 2012 des historiens ont retrouvé la trace dans les journaux ottomans de l'époque. 

## Classement

### Quarts de finale
| 7 avril 1911 | Tirana | 9 - 4 | Elbasani |            |
|              |        |       |          | Fier/Fieri |

| 8 avril 1911 | Kavaja | 8 - 2 | Berati |            |
|              |        |       |        | Fier/Fieri |

| 9 avril 1911 | Peqini | 11 - 3 | Vlora |            |
|              |        |        |       | Fier/Fieri |

| 10 avril 1911 | Fieri | 6 - 2 | Lushnja |            |
|               |       |       |         | Fier/Fieri |

### Demi-finales
| 11 avril 1911 | Tirana | 4 - 0 | Kavaja |            |
|               |        |       |        | Fier/Fieri |

| 12 avril 1911 | Fieri | 2 - 16 | Peqini |            |
|               |       |        |        | Fier/Fieri |

### Finale
| 14 avril 1911 | Tirana | 6 - 1 | Peqini |            |
|               |        |       |        | Fier/Fieri |

## Bilan de la saison
| Tableau d'Honneur                             |           |
| Compétition                                   | Vainqueur |
| Turneu Futbollistik i Panairit të Fierit 1911 | Tirana    |